# Betsy Bakker-Nort
Pour les articles homonymes, voir Bakker.
Bertha « Betsy »  Bakker-Nort est une avocate et femme politique néerlandaise qui est membre de la Chambre des représentants de la Ligue démocratique de la libre pensée (VDB) de 1922 à 1942, née le 8 mai 1874 et décédée le 23 mai 1946.
Née à Groningue, elle s'implique dans le mouvement féministe en 1894, rejoignant l'Association néerlandaise pour le droit de vote des femmes (VVVK), où elle est encadrée par Aletta Jacobs, l'une des militantes pionnières du XIXe siècle.
À 34 ans, Bakker-Nort commence à étudier le droit à l'Université de Groningue après avoir réalisé que la lutte pour les droits des femmes nécessite une compréhension approfondie de la loi. Lors des élections générales de 1922, les premières au cours desquelles les femmes sont autorisées à voter, elle est élue au parlement et devient la première femme représentante du VDB. Elle est réélue quatre fois et, pendant son mandat à la chambre, plaide principalement en faveur de davantage de droits des femmes concernant le mariage et le droit du travail. Elle a également été active au niveau international, jouant un rôle de premier plan dans la préparation des actions de l'Alliance internationale des femmes pour la conférence de la Société des Nations de 1930 sur le droit international . En 1933, elle a agi en tant que juge dans un contre-procès à Londres de l'affaire de l'incendie du Reichstag.
Après l'invasion allemande des Pays-Bas en mai 1940, Bakker-Nort ne revient pas au parlement. À partir de décembre 1942, elle est internée au camp de transit de Westerbork et au camp de Barneveld avant que les Allemands ne la transfèrent en septembre 1944 au camp de concentration de Theresienstadt en Bohême. Elle est libérée en juin 1945. Elle meurt l'année suivante. Selon le président du VDB, Pieter Oud, Bakker-Nort avait accompli la tâche que Jacobs lui avait confiée : diriger le mouvement des femmes.

## Jeunesse
Bertha « Betsy » Nort est née le 8 mai 1874 à Groningue, aux Pays-Bas ; elle est la plus jeune des quatre filles d'un couple juif non religieux, Joseph Nort et Wilhelmina van der Wijk.
Son père, un marchand, est mort quand elle était très jeune. Elle a grandi principalement entourée de femmes, dont deux bonnes. Elle dira plus tard que, en tant que jeune fille, cela lui a semblé injuste que sa mère indépendante n'ait pas été autorisée à voter aux élections du conseil local, « pourtant chaque homme le pouvait, peu importe à quel point il était stupide ». Après avoir terminé l'école secondaire, elle s'est rendue en Suède pour étudier les langues scandinaves. Elle a traduit une quarantaine d'ouvrages danois, norvégiens et suédois, dont des romans féministes et des livres pour enfants, en néerlandais. Elle a observé qu'en Scandinavie, la position d'une femme dans la société était bien meilleure qu'aux Pays-Bas.

## Activisme

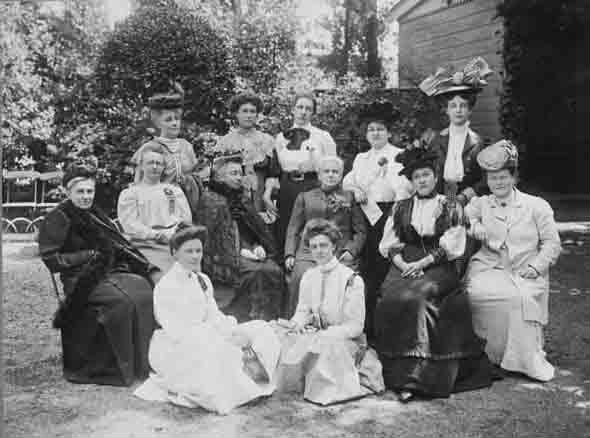
Bakker-Nort (debout, à droite) à la conférence de l'International Woman Suffrage Alliance tenue en juin 1908 à Amsterdam

Après son retour aux Pays-Bas en 1894, Nort s'implique activement dans la première vague du féminisme hollandais. Elle rejoint l'Association néerlandaise pour le droit de vote des femmes (VVVK) et contribue à installer le chapitre local de Groningue,. Avec Aletta Jacobs, elle fait du porte-à-porte pour recruter de nouveaux membres,. Jacobs, une camarade de Groningue, de 20 ans l'aînée de Nort, a été la première étudiante à intégrer une université hollandaise et l'un des fondateurs du VVVK ; elle devient le mentor de Nort, Dans son histoire de 2007 de la Ligue démocratique de libre-pensée (VDB), Meine Henk Klijnsma indique que Jacobs a probablement recruté Nort pour la VDB. Elles vont de ville en ville pour défendre les droits des femmes dans des discours. En 1899, Nort commence à écrire sur les problèmes des femmes, en s'appuyant sur son expérience scandinave ; ses premiers travaux sont publiés sous forme de chroniques dans le magazine féministe Belang en Recht (L'importance de la loi). L'historienne Marianne Braun écrit que ces premiers travaux montrent une approche calme et déterminée et son orientation social-libérale. En 1904, elle épouse Gerrid Bakker, un négociant en grains, traducteur et camarade du VVVK ; elle prend le nom de Bakker-Nort,  Ils n'ont pas d'enfants.
En 1908, à 34 ans, Bakker-Nort commence des études de droit à l'Université de Groningue après avoir réalisé que la lutte pour les droits des femmes nécessitait des connaissances juridiques approfondies. Elle a déclaré que le pouvoir conjugal du mari était uniquement basé sur sa capacité à voter et à élire les décideurs. Elle est la 14e femme à s'inscrire à l'université de Groningue et obtient son diplôme en 1912. Deux ans plus tard, elle obtient un doctorat à l'Université d'Utrecht pour sa thèse sur la situation juridique des femmes mariées en Europe occidentale,. Bakker-Nort a été la première femme à obtenir un doctorat en droit dans une université néerlandaise sur la base d'une recherche à part entière. De son étude comparative, elle conclut que la situation des femmes mariées néerlandaises était des plus défavorables, non pas parce que les lois étaient si différentes, mais parce que les tribunaux néerlandais les interprétaient de manière plus stricte. Incapable de se limiter à des comparaisons factuelles, elle ajoute un plaidoyer motivé pour abolir la partie de la loi matrimoniale qui déclarait les femmes mariées « incompétentes pour agir ». Tel que décrit dans le code civil de 1838, le statut des femmes mariées était juridiquement similaire à celui des mineurs et des personnes souffrant de troubles mentaux graves : elles ne pouvaient pas ouvrir un compte bancaire, demander un prêt hypothécaire ou une assurance, ou signer un contrat de travail sans la permission de leur mari. Des lois similaires existaient dans d'autres pays,,  Après avoir terminé sa thèse, Bakker-Nort commence à travailler comme avocate, d'abord à Groningue, puis, à partir de 1930, à La Haye,. Elle agit comme l'expert légal principal pour le VVVK.
Bakker-Nort considérait que le droit de vote des femmes était l'un des principaux moyens de parvenir à la refonte du droit du mariage, une vision courante parmi les féministes de la première vague,. Elle a déclaré qu'obtenir le vote était essentiel pour faire avancer les questions féminines et que c'était un droit fondamental pour les femmes d'avoir leur mot à dire sur toutes les questions En 1917, les Néerlandaises ont obtenu le droit de se présenter aux élections (suffrage passif), bien qu'elles ne puissent pas voter (suffrage actif). Bakker-Nort a continué à faire campagne avec le VVVK pour le suffrage actif. La campagne pour le suffrage féminin a été remportée en 1919, lorsque le droit de vote des femmes est devenu loi, à l'instigation d' Henri Marchant du VDB. Une fois que le VVVK a atteint son objectif, il a changé son nom en Association des femmes citoyennes (VVS) et a élargi son champ d'action pour obtenir plus de droits pour les femmes. Bakker-Nort a co-écrit un rapport pour le VVS décrivant les dispositions qui, selon elle, devraient être incluses dans une loi moderne sur le mariage et a écrit dans une colonne de son magazine mensuel que les anciennes lois, qui rendaient les femmes mariées légalement incapables, leur refusaient tout sur leurs enfants et leurs biens, et devaient donc être réformés. Elle a distingué le statut juridique des femmes « d'incompétence pour agir », le qualifiant d'humiliant. Elle rejoint l'Association des femmes de l'enseignement supérieur (nl) (VVAO), un groupe plus conservateur que le VVVK qui n'a pas toujours apprécié ses idées progressistes et, par exemple, ne l'a pas incluse dans leur commission juridique, malgré son expertise.

## Carrière politique

### 1918-1924

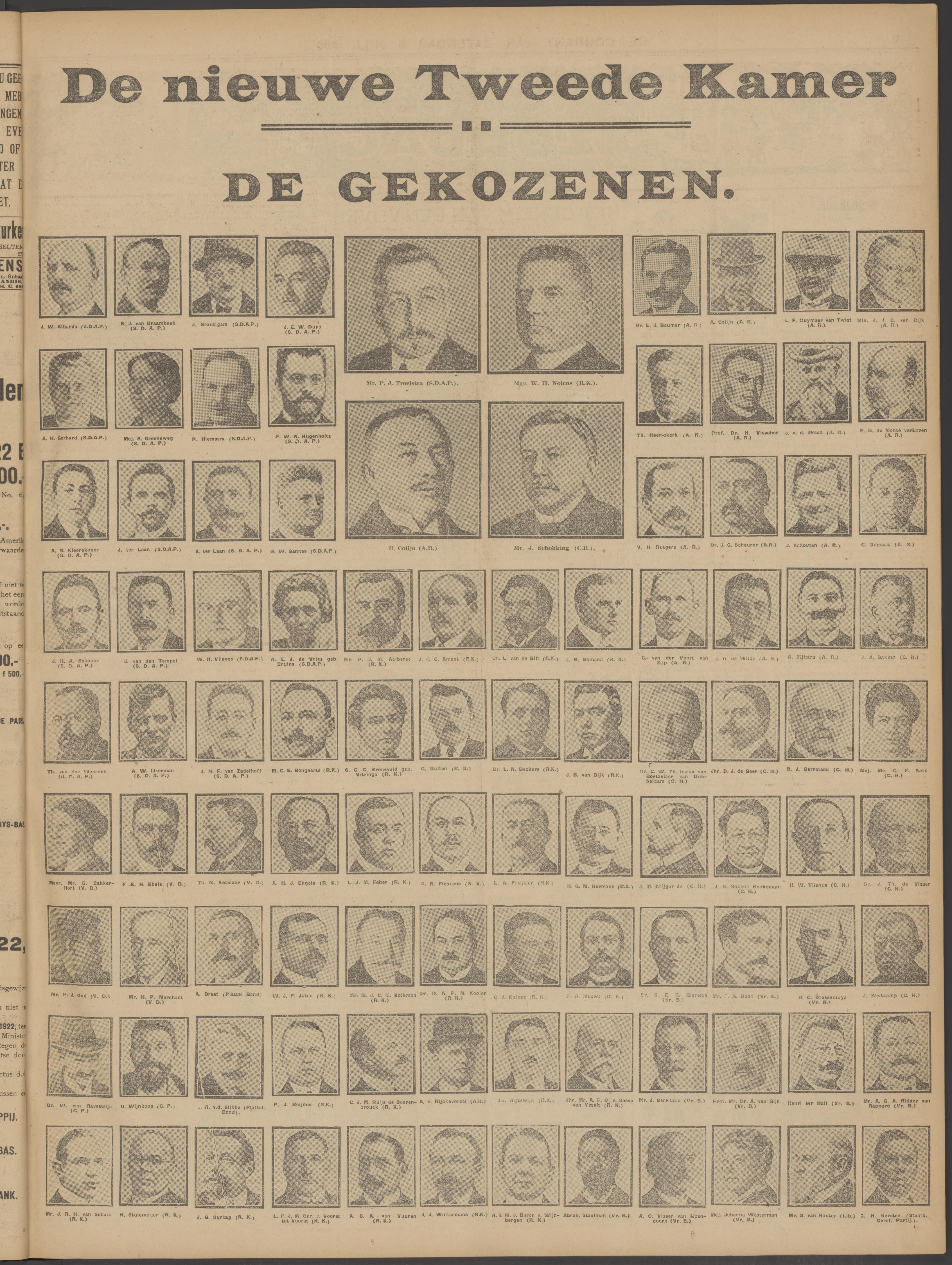
Bakker-Nort était l'une des sept femmes élues aux élections générales de 1922.

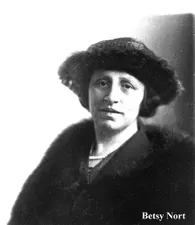
Betsy Bakker-Nort en 1922

En 1918, Bakker-Nort est l'une des deux femmes membres du conseil d'administration du VDB, Mien van Itallie-Van Embden étant l'autre. Lors des élections générales de 1918, la VDB a réservé deux places aux femmes sur sa liste de candidats et les a attribuées à Bakker-Nort et à son mentor Jacobs. Bakker-Nort et Jacobs n'ont pas été élues. Cependant, Suze Groeneweg du Parti des travailleurs sociaux-démocrates a réussi et est devenue la première femme membre de la Chambre des représentants,.
Pour l' élection de 1922, la première où les femmes pouvaient voter, la VDB décida qu'une femme devait se voir attribuer la deuxième position sur sa liste de candidats, derrière Marchant, dont le projet de loi avait donné le droit de vote aux femmes. En raison d'une grave maladie, Jacobs n'a pas pu occuper le poste. Au lieu de cela, il a été donné à Bakker-Nort, que Jacobs considérait comme son successeur. La campagne électorale du parti s'est concentrée sur la réforme juridique, y compris l'abolition du Sénat, l'introduction de référendums et le renforcement de la position juridique des femmes. Le VDB a obtenu ses cinq sièges et Bakker-Nort a été élue membre de la Chambre des représentants en juillet de 1922 comme le premier représentant féminin du parti,. Elle était l'une des sept femmes élues au total sur 100 membres,. Dans son premier discours, elle a présenté au parlement ses vues de la loi « scandaleuse » de mariage.
Au cours de la première année, Bakker-Nort présente un projet de loi pour une soi-disant « sœur-pension », pour donner aux sœurs qui avaient vécu et soigné leurs frères veufs le droit à leur pension une fois décédés. Le projet de loi a été adopté à la Chambre mais a échoué au Sénat,. Elle essaie également de modifier la législation proposée par le gouvernement Ruijs de Beerenbrouck pour apporter des modifications mineures à la loi sur le mariage, proposant une réforme plus complète avec des droits égaux pour les femmes. Cependant, les trois partis chrétiens du gouvernement de coalition ont rejeté son amendement. Dans le VDB, elle était un modèle pour les membres féminins plus jeunes du parti Corry Tendeloo et Nancy Zeelenberg.

### 1925-1928
À l'approche des élections de 1925, Bakker-Nort plaide au parlement contre un projet de loi du gouvernement autorisant les conseils à licencier les enseignantes dans les écoles publiques une fois qu'elles se sont mariées, mais la majorité des membres de la Chambre apparteniennent à des partis chrétiens et y sont favorables ; ses arguments pour arrêter le projet de loi échouent. De plus, elle considère qu'il est moralement inacceptable que l'État oblige les femmes à dépendre économiquement de leur mari, ajoutant que c'est le mari et la femme eux-mêmes qui doivent décider, et non l'État,. Néanmoins, Bakker-Nort est réélue et le VDB passe de cinq à sept sièges parlementaires.
Peu de temps après la formation du premier cabinet De Geer, Bakker-Nort a prévu un nouveau projet de loi pour réformer le droit du mariage. À cette fin, elle a créé une plate-forme plus large et organisé un comité interparti composé de membres du Parti libéral de l'État, du Parti démocrate et du VDB. Elle nomme un homme, Samuel van Houten, un vétéran de la politique néerlandaise de 89 ans, comme président du comité. Tout au long de 1927, les membres des chapitres locaux des partis impliqués font des propositions. Cependant, en 1928, le nouvel appel de Bakker-Nort au parlement, pour mettre fin à l'incompétence juridique des femmes mariées, est rejeté par la majorité chrétienne.

### 1929-1933

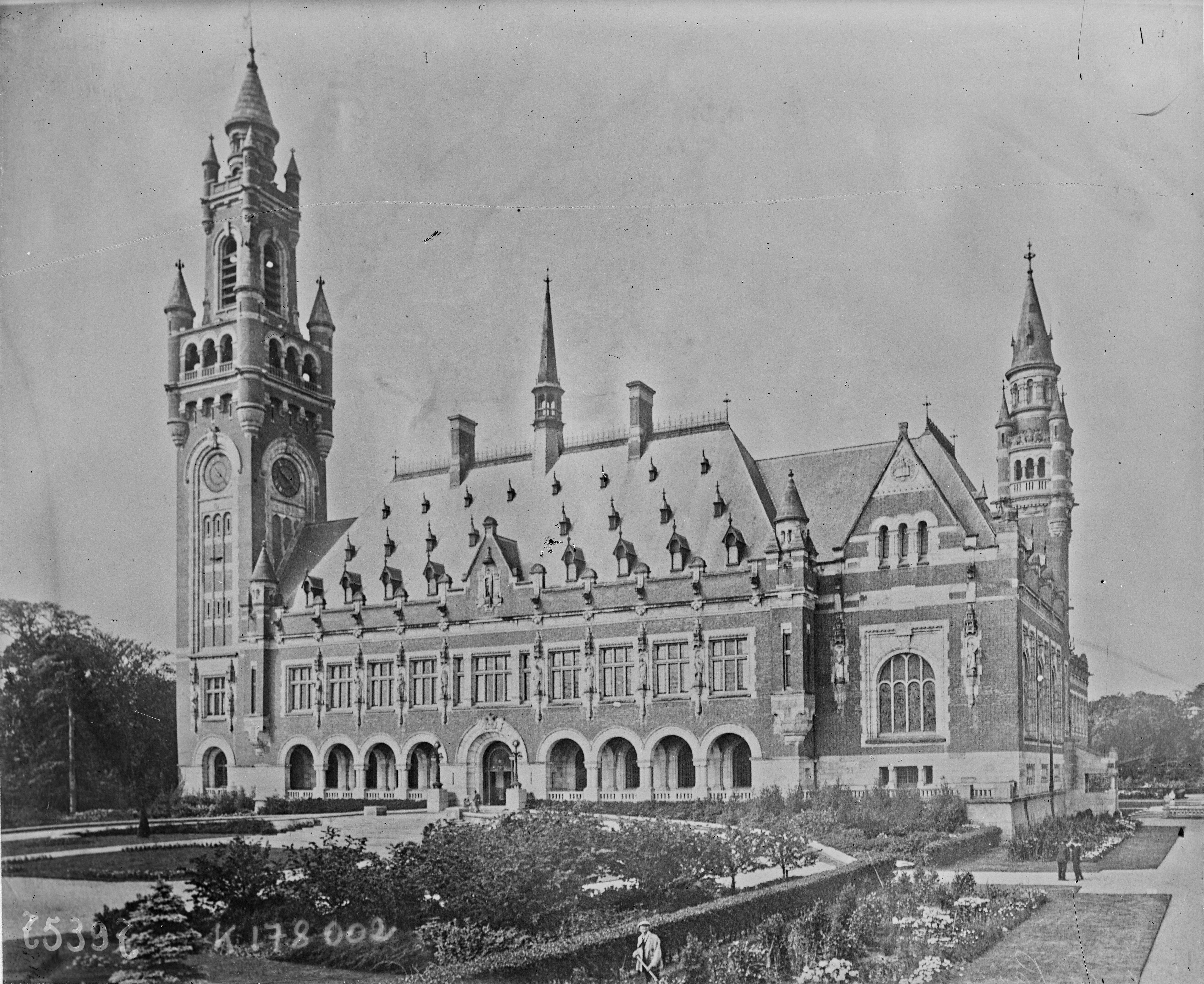
Le Palais de la Paix à La Haye

Aux élections de 1929, Bakker-Nort conserve son siège et est rejointe par van Itallie-Van Embden en tant que deuxième femme membre du VDB. À la fin des années 1920, Bakker-Nort était modérément optimiste quant à l'avenir des droits des femmes aux Pays-Bas. Alors qu'elle a exprimé sa consternation face au fait que les femmes étaient toujours interdites d'exercer des fonctions publiques telles que juge, notaire ou maire, elle a observé que les femmes au sein des organisations catholiques adoptaient lentement des points de vue plus féministes, et elle a souhaité la bienvenue à la première femme membre de parlement appartenant à un parti chrétien, Frida Katz. Cependant, son optimisme a rapidement disparu lorsque la Grande Dépression a entraîné une augmentation rapide du chômage et que des femmes mariées ont été licenciées pour faire place à des demandeurs d'emploi masculins. Néanmoins, elle déclare que pour la VDB, le ralentissement économique n'a pas altéré le principe du droit de l'individu à l'autodétermination, du salaire égal pour un travail égal et de l'égalité des droits en général.
Bakker-Nort a joué un rôle de premier plan dans la préparation des actions de l'International Woman Suffrage Alliance pour la conférence de la Société des Nations de 1930 sur le droit international. Des femmes de 35 pays étaient présentes à la conférence au Palais de la Paix à La Haye, bien qu'elles n'aient pas été formellement invitées. L'objectif principal de l'Alliance était la loi sur la nationalité, car, malgré des décennies de protestations contre les lois qui obligeaient dans de nombreux pays les femmes mariées à perdre automatiquement leur nationalité et à prendre celle de leur mari, peu de progrès avaient été réalisés vers l'égalité,.
Les femmes ont organisé des marches de protestation, portant leurs drapeaux nationaux et portant des robes allant du blanc (égalité) au noir (absolument inégal). Les différentes nuances vestimentaires reflétaient symboliquement l'écart entre la loi sur la nationalité exigée par l'Alliance et la loi du pays qu'ils représentaient. Bakker-Nort a déclaré que les robes noires des Néerlandaises parmi celles colorées d'autres nations créaient une « situation plutôt douloureuse » pour les hôtes et montraient à quel point les Pays-Bas étaient en retard, car ses lois étaient « toujours basées sur le principe obsolète de la soumission des femmes aux hommes »,. Les militants ont pu obtenir des réunions avec les délégués de la Société des Nations, mais ont finalement tellement contrarié le président de la conférence qu'il a ordonné à la police d'explulser les femmes du Palais de la Paix. La Convention de La Haye a abouti à peu de progrès, interdisant seulement que les femmes deviennent apatrides ; Bakker-Nort a continué à se battre pour le droit d'une femme mariée de choisir de garder sa nationalité.
Lors des débats parlementaires sur le retrait de l'interdiction faite aux femmes d'être nommées maires, Bakker-Nort a ridiculisé ceux qui disaient que les femmes manquaient de puissance physique, en suggérant que, si nécessaire, le ministre devrait organiser des matchs de boxe ou de lutte pour désigner des candidats appropriés. Elle a également souligné les performances irréprochables des femmes maires dans les pays voisins. À la suite d'un vote, l'interdiction a été levée,. En 1931, elle a présenté un projet de loi pour supprimer les restrictions imposées aux femmes nommées notaires, une cause pour laquelle elle avait plaidé dès 1917 mais qui a été rejetée,,.

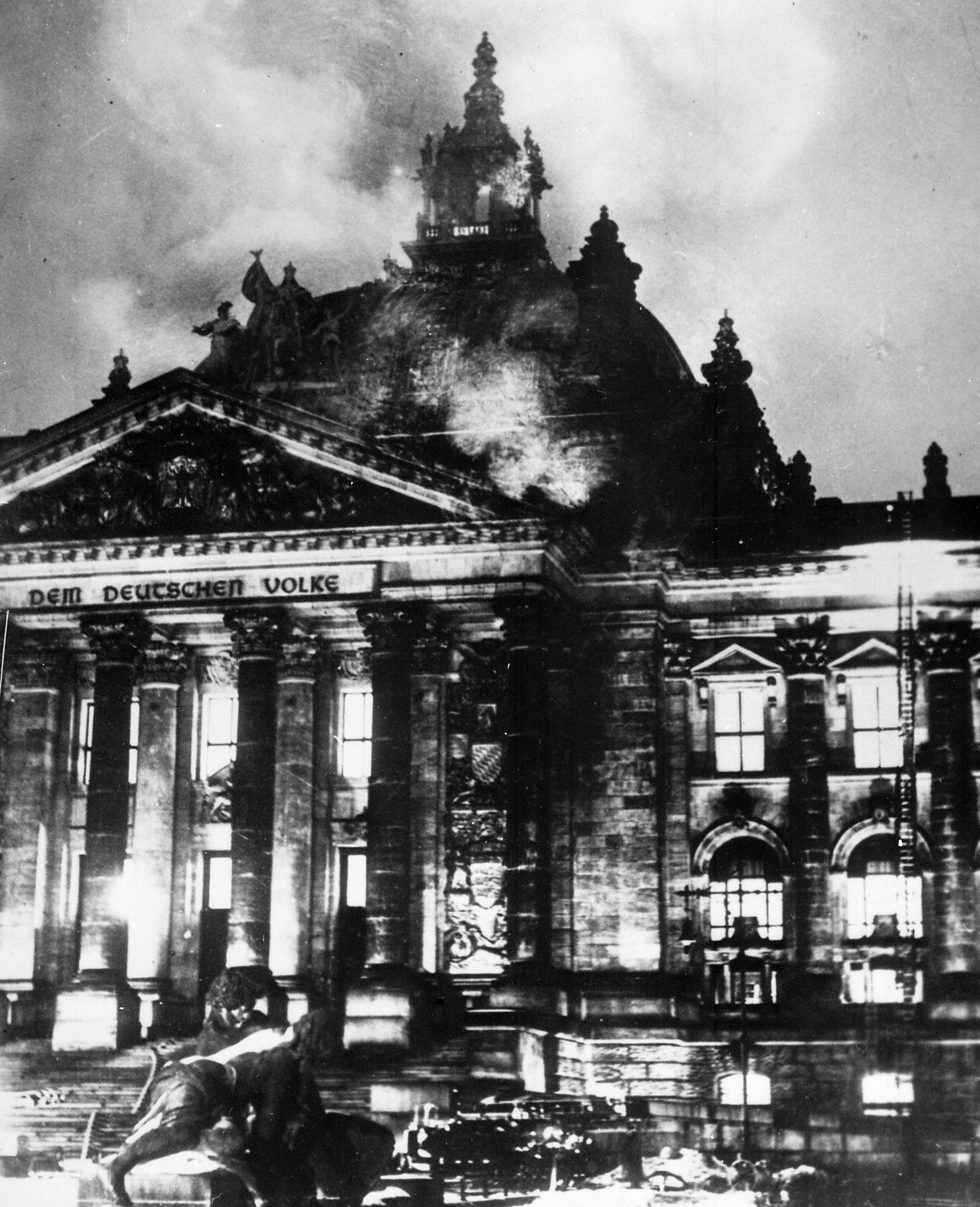
L'incendie du Reichstag de 1933

En 1933, Bakker-Nort accepta une invitation du dirigeant communiste allemand Willi Münzenberg à se rendre à Londres et à rejoindre une commission internationale d'experts juridiques étrangers participant à un contre-procès de l'affaire de l'incendie criminel du Reichstag. Cinq hommes, tous communistes, étaient sur le point d'être jugés à Leipzig, mais on craignait que les nazis ne leur accordent pas un procès équitable. Ainsi, pendant une semaine, Bakker-Nort et les autres juges par intérim ont examiné les preuves et ont conclu que les accusés étaient innocents et que les nazis étaient derrière l'incendie.
Lorsque le juge de Leipzig a invité les membres du comité à la procédure en Allemagne, Bakker-Nort a refusé. Elle a nié les allégations de partialité des critiques du contre-procès et a expliqué qu'elle avait participé parce que les accusés manquaient de soutien juridique en Allemagne, car de nombreux avocats qui avaient défendu des communistes avaient été emprisonnés dans des camps de concentration nazis, dissuadant les autres. Après que le procès de Leipzig a reconnu coupable l'un des accusés, le Néerlandais Marinus van der Lubbe, et que les nazis l'ont exécuté, Bakker-Nort a déploré l'iniquité du procès, en particulier l'illégalité de l'application de la peine de mort sur la base d'une loi adoptée seulement après le Reichstag. Elle a exhorté le peuple néerlandais à apprécier la liberté et la justice que la démocratie offre, et à combattre tous ceux qui visent à les restreindre.

### 1934-1936
Alors que la crise économique se poursuivait, le gouvernement est intervenu sur le marché du travail. Là où les conseils municipaux étaient auparavant autorisés à licencier les enseignantes mariées, ils étaient désormais tenus de le faire. Cette érosion des droits des femmes a été particulièrement douloureuse pour Bakker-Nort car elle s'est produite sous le cabinet Second Colijn, dont le VDB était l'un des partis de la coalition. Elle a tenté de rendre temporaire le licenciement des enseignants mariés, mais son amendement a échoué. Selon Klijnsma, la VDB avait commis une erreur en ne négociant pas la protection des droits des femmes lors de la formation de la coalition.
Lors d'un examen parlementaire du budget en 1935, Bakker-Nort a condamné la nouvelle loi allemande sur le mariage, appelée loi allemande sur la protection du sang, qui interdisait aux Aryens (un concept de race historique désormais obsolète décrivant les personnes d'origine proto-indo-européenne comme un groupe racial), d'épouser des juifs,. Les Pays-Bas et l'Allemagne avaient signé la Convention de mariage de La Haye de 1902, qui énonçait les règles de reconnaissance de la validité des mariages internationaux. La nouvelle loi allemande a amené le parlement néerlandais à débattre de la manière d'appliquer les règles de la convention aux mariages impliquant des ressortissants allemands. Bakker-Nort a fait valoir que parce qu'il était impossible de déterminer qui était juif et qui était aryen, les règles du traité ne s'appliquaient pas et les Néerlandais n'auraient pas à révoquer l'accord de la convention. Cependant, elle a demandé au ministre Josef van Schaik de le révoquer quand même en signe de protestation. Van Schaik a convenu avec elle que la loi allemande ne s'appliquerait pas aux juifs néerlandais, mais a décidé de ne pas révoquer l'accord.

### 1937-1940
En 1937, Bakker-Nort publie un article sur le fascisme dans le numéro électoral du magazine mensuel de la VDB intitulé Démocratie ou dictature, dans lequel elle attaque le parti fasciste Mouvement national-socialiste aux Pays-Bas (NSB) d'une manière inhabituellement sarcastique. Pour l'élection de 1937, le NSB utilise l'image de son chef Anton Mussert et le slogan « Sans cet homme, les Pays-Bas n'ont pas d'avenir ». Bakker-Nort fait valoir qu'il devrait dire: « Avec cet homme, les Pays-Bas n'ont pas d'avenir, en particulier les femmes ». Le NSB a remporté quatre sièges au parlement, moins que prévu ; la VDB a conservé ses six sièges et n'est pas revenue dans le nouveau gouvernement de coalition, le cabinet Fourth Colijn. Les résultats électoraux n'ont pas déçu Bakker-Nort ; elle a déclaré que les électeurs n'avaient pas puni le VDB et avaient compris pourquoi le parti devait laisser s'éroder les droits de certaines femmes. Au début de 1938, le ministre Carl Romme a préparé un projet de loi visant à interdire complètement le travail rémunéré aux femmes mariées. Cela a rajeuni les féministes au sein de la VDB, tant au parlement que dans les sections locales. Ils ont été stimulés par les activités du VVGS, dont la présidente du comité des jeunes Tendeloo et d'autres féministes telles que Willemijn Posthumus-van der Goot ont organisé des manifestations à travers le pays,. Bakker-Nort a déclaré que Romme avait prétendu fonder son exclusion des femmes mariées du marché du travail sur des motifs de principe selon lesquels le mari était le soutien de famille et que la femme devait s'occuper de la famille, mais il n'a pas appliqué ce principe lorsque les entreprises avait besoin des femmes,. Les efforts des féministes ne sont pas restés sans récompense : Romme n'a jamais présenté son projet de loi. Lors d'un débat ultérieur sur les questions de travail, Bakker-Nort a demandé au gouvernement de s'attaquer au harcèlement sexuel généralisé auquel les ouvrières d'usine étaient soumises.
En 1939, son mari Gerrid décède.
La fin des années 1930 voit une montée de l'antisémitisme aux Pays-Bas. Le VDB a attaqué le NSB pour avoir toléré l'agression par des nazis envers les Juifs allemands pendant et après la Nuit de Cristal. Ils se sont toutefois opposés à l'interdiction formelle du NSB, admettant que dans une véritable démocratie, même les voix méprisables devraient pouvoir se faire entendre. Bakker-Nort déclare en 1938 : « Nous ne pouvons pas permettre que la démocratie soit assassinée par ses adversaires ». Lorsqu'au début de 1940, la crainte d'une invasion allemande augmenta, le parlement débattit d'une éventuelle nouvelle loi sur la trahison. Selon elle, Bakker-Nort a plaidé contre la peine de mort ; les traîtres doivent être expulsés. En mai 1940, quelques jours seulement avant l'invasion allemande des Pays-Bas, Bakker-Nort a annoncé qu'elle ne se présenterait plus aux élections de 1941, laissant sa place à la génération suivante. Les membres du parti ont suggéré que Tendeloo serait un bon candidat. Son dernier jour de présence au parlement a été le 9 mai 1940, lorsqu'elle a débattu du projet de loi réprimant la trahison et l'espionnage.
Le lendemain, l'Allemagne envahit les Pays-Bas. En une semaine, les Néerlandais sont vaincus et l'occupation allemande commence. La Chambre et le Sénat ne siègent plus et les occupants prononcent officiellement la dissolution du parlement le 25 juin 1940,. Bakker-Nort avait passé dix-huit ans à la Chambre, s'adressant au parlement principalement sur les questions de justice, d'éducation, et du travail ; pendant la majeure partie de ces années, elle a siégé au Comité permanent du droit privé et criminel,.

## Emprisonnement

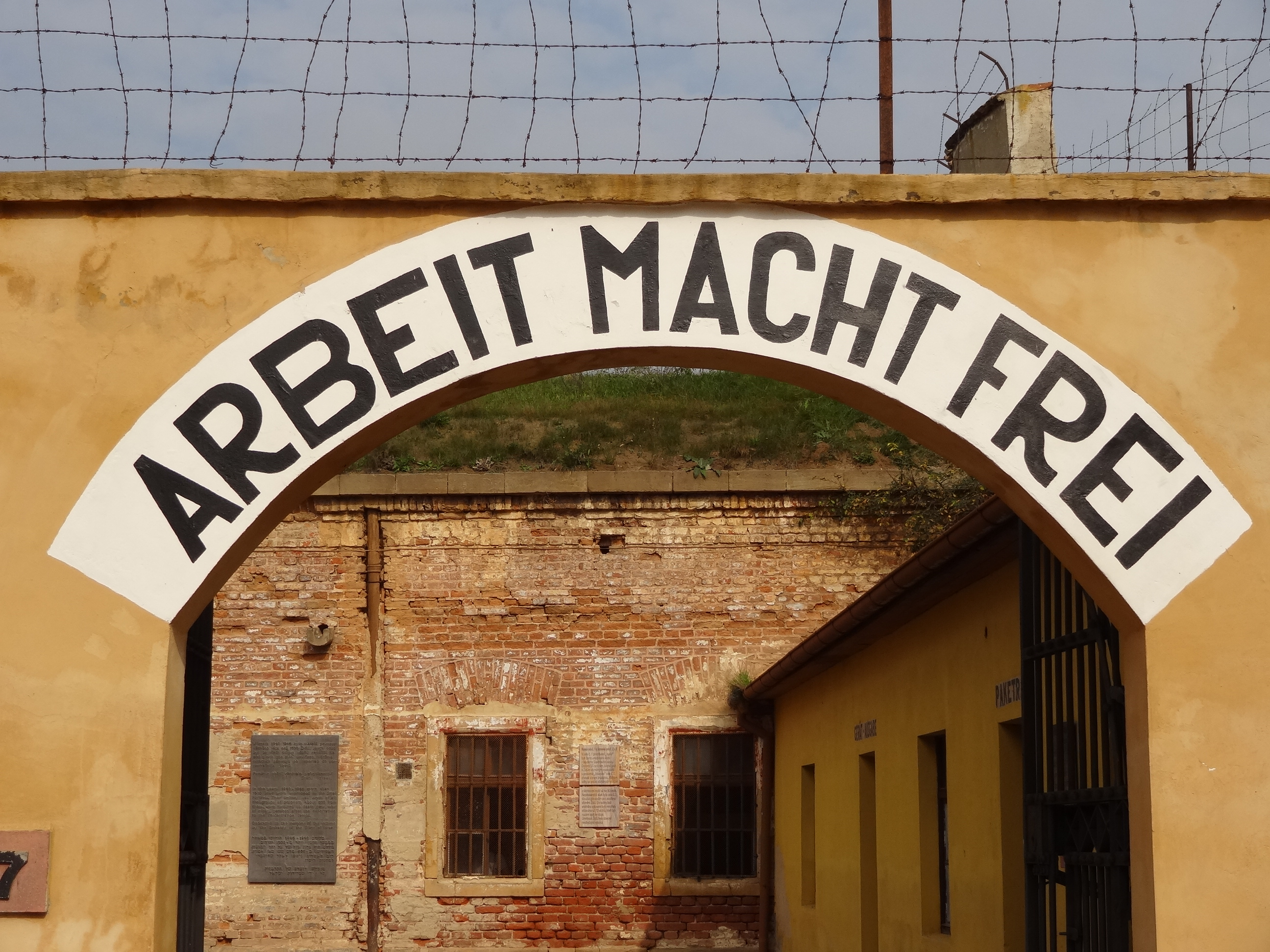
Panneau « Le travail libère » dans le camp de concentration de Theresienstadt

Alors que les occupants allemands ont commencé à arrêter et à déporter certains citoyens juifs néerlandais à l'été 1940, Bakker-Nort a dû se sentir menacée, selon Klijnsma. Elle n'avait jamais appartenu à la confession juive et avait renoncé à sa judéité, mais elle valorisait les traditions juives,,. En 1942, elle était l'un des rares membres du parlement qui a accepté une offre de démissionner et de prendre leur retraite. Cependant, cela ne l'empêcha pas d'être arrêtée par les Allemands et emprisonnée dans le camp de transit de Westerbork dans le nord-est des Pays-Bas en décembre 1942.
À la suite d'une intervention, peut-être du chef du VDB, Dolf Joekes, Bakker-Nort est intégrée au Plan Frederiks et transférée au Camp Barneveld en février 1943,. Le Plan Frederiks était accord que Karel Frederiks avait conclu avec les occupants pour garder un petit groupe de Juifs hollandais aux Pays-Bas et les exclure de la déportation dans les camps de concentration,. Cependant, en avril 1944, les Allemands ont transféré tous les Juifs de Barneveld à Westerbork, puis en septembre 1944 au camp de concentration de Theresienstadt en Bohême. Après la défaite des Allemands, Bakker-Nort a été retrouvé vivante dans ce camp en juin 1945 par une mission de rapatriement hollandaise, avec 400 autres survivants hollandais.
Elle s'installe à Utrecht et ne retourne pas au parlement,. Son siège pour le VDB a été pris par Tendeloo.

## Mort et postérité
Bakker-Nort meurt à Utrecht le 23 mai 1946, à l'âge de 72 ans. Alors que le journal national Algemeen Handelsblad n'a publié qu'un bref avis de sa mort, Tendeloo et l'ancien président du VDB Pieter Oud publient des nécrologies,. Selon Oud, Bakker-Nort avait accompli avec succès la tâche que Jacobs lui avait confiée : diriger le mouvement féministe. Il loue sa volonté d'obtenir le droit de vote des femmes, sans les aspects militants des suffragettes anglaises, et ses efforts inlassables pour réformer le droit matrimonial et les lois du travail. Il exhorte les jeunes femmes du pays à prendre conscience de ce qu'elles devaient aux pionnières du mouvement des femmes, dont Bakker-Nort était l'une des plus éminentes. Dans ses mémoires de 1968, Oud écrit que son dévouement à la fonction publique était égal à aucun et que bien qu'il ne considérait pas ses compétences oratoires comme les meilleures, elle est rapidement devenue une parlementaire compétente grâce à son rythme de travail élevé,. Son successeur Tendeloo a contribué à mettre fin à l'incompétence des femmes mariées à agir.
Braun écrit en 2013 qu'au XXIe siècle, Bakker-Nort est considérée comme une figure de transition qui faisait partie de la première vague de féminisme aux Pays-Bas qui a permis aux femmes de voter mais a poursuivi la lutte pour plus de droits. Une fois le suffrage des femmes obtenu, la force de l'activisme a considérablement diminué : le nombre de membres de groupes tels que le VVS a diminué. Le droit nouvellement acquis d'étudier à l'université est rapidement devenu la norme et le combat a été presque oublié. Malgré le climat politique des années 1920 et 1930 dominé par des partis chrétiens qui visaient à réduire les droits des femmes sur la base de leur interprétation de la Bible, les efforts de Bakker-Nort, à l'intérieur et à l'extérieur du parlement, ont été acharnés.
En 2003, de nombreux papiers, notes, photos, brochures et textes de conférence que Bakker-Nort avait conservés ont refait surface. À un moment donné dans les années 1930, elle avait fait don de ses documents aux Archives internationales du mouvement des femmes à Amsterdam. Les archives abritaient également des documents personnels de, entre autres, Jacobs et Rosa Manus et des documents d'organisations de femmes et des numéros de revues,. En juillet 1940, les Allemands ont transporté l'intégralité des archives en Allemagne. Après que l'Armée rouge soviétique a pris Berlin en 1945, les Soviétiques ont déplacé tous ces matériaux volés à Moscou. En 1992, les documents des féministes ont été identifiés dans les Archives d'État militaires russes et enregistrés sur microfilm, et dix ans plus tard, renvoyés aux Archives internationales du Mouvement des femmes.
Un manque d'archives ou d'accès à celles-ci a un impact sur la manière dont l'histoire est présentée et sur la possibilité de découvrir les histoires des femmes. Par exemple, la récupération des dossiers IAV a conduit à de nouvelles biographies de Jacobs et Manus,.
 

### Sources
- (nl) Henk te Velde, Mieke Aerts, R. Visschers (dir.), Omtrent de Minister-president. De Positie van de Minister-President vanuit Historisch Perspectief, La haye, Ministry of Internal Affairs, 2005, 47–67 p. (ISBN 978-9054140955), « In Afwachting van de Première. Over Sekse en het Minister-presidentschap in Nederland ».
- (nl) Herman Amersfoort et Piet Kamphuis, Mei 1940 – De Strijd op Nederlands grondgebied, TLa haye, SDU Uitgevers, 2005 (ISBN 978-9012089593).
- (nl) Marianne Braun, De Prijs van de Liefde: de eerste Feministische Golf, het Huwelijksrecht en de Vaderlandse Geschiedenis, Apeldoorn, Het Spinhuis, 1992 (ISBN 978-9073052338).
- (nl) Marianne Braun, « Nort, Bertha (1874–1946) » [archive du 21 mai 2022], sur Huygens Institute for the History of the Netherlands, 12 novembre 2013 (consulté le 21 mai 2022).
- (nl) Mineke Bosch, Aletta Jacobs 1854–1929: Een onwrikbaar Geloof in Rechtvaardigheid, Amsterdam, Balans, 2005 (ISBN 978-9050186575).
- (nl) Mineke Bosch, « Anneke Linders,'Frappez, frappez toujours'. N. S. Corry Tendeloo (1897–1956) en het Feminisme van haar Tijd », Tijdschrift voor Genderstudies, vol. 8, no 4,‎ 2005, p. 81–83 (lire en ligne).
- Deirdre Brennan, « Feminist Foresight in Statelessness: Century-Old Citizenship Equality Campaigns », Statelessness & Citizenship Review, vol. 2,‎ 2020, p. 43–63 (DOI 10.35715/SCR2001.114, S2CID 225768841).
- Petra Broomans, I Have Heard about You – Foreign Women's Writing Crossing the Dutch Border : from Sappho to Selma Lagerlöf, Hilversum, Verloren, 2004 (ISBN 978-9065507525), « The Splendid Literature of the North ».
- (en) John Costello, Mask of Treachery, Londres, William Collins Sons & Co, 1988 (ISBN 978-0-00-217536-4).
- (nl) Mirjam Cornelis et Margot Hinderink, Vrouwen in Nederland en de Verenigde Staten – de Geschiedenis vanaf 1929, Haarlem, Fibula, 1989 (ISBN 978-9026944604).
- (en) Francisca de Haan, « Getting to the Source: A "Truly International" Archive for the Women's Movement (IAV, now IIAV): From its Foundation in Amsterdam in 1935 to the Return of its Looted Archives in 2003 », Journal of Women's History, vol. 16, no 4,‎ 2004, p. 148–172 (DOI 10.1353/jowh.2004.0082, S2CID 143990485, lire en ligne [archive du 28 avril 2017]).
- (en) Saskia E. Wieringa (dir.) et Annette Mevis, Traveling Heritages: New Perspectives on Collecting, Preserving and Sharing Women's History, Amsterdam, Aksant, 2008, 23–46 p. (ISBN 978-9052602998), « The IAV/IIAV's Archival Policy and Practice – Seventy Years of Collecting, Receiving, and Refusing Women's Archives (1935–2005) ».
- (nl) Betty de Hart, Een Tweede Paspoort. Dubbele Nationaliteit in de Verenigde Staten, Duitsland en Nederland, Amsterdam, Amsterdam University Press, 2012 (ISBN 978-9089644442).
- (nl) Lou de Jong, Het Koninkrijk Der Nederlanden In De Tweede Wereldoorlog 1939–1945, Deel 3, Mei '40, La Haye, Martinus Nijhoff, 1970.
- (nl) Ron de Jong, Electorale Cultuur en Politieke Oriëntatie Verkiezingen in Gelderland, 1888–1940, Hilversum, Verloren, 2005 (ISBN 978-9065508928).
- (nl) Inge de Wilde, « 'Aaneensluiting van de Afgestudeerde Vrouwen is een Eisch van de Tijd'. Ontstaan en Beginjaren van de VVAO », dans Een Verbond van Gestudeerde Vrouwen: 75 jaar Nederlandse Vereniging van Vrouwen met Academische Opleiding, 19 (dir.), Hilversum, Verloren, 21–64 p. (ISBN 978-9065503763).
- (nl) Inge de Wilde, Nieuwe Deelgenoten in de Wetenschap: Vrouwelijke Studenten en Docenten aan de Rijksuniversiteit Groningen 1871–1919, Assen, Van Gorcum, 1998 (ISBN 978-9023233695).
- (en) Ellen Carol DuBois, « Storming The Hague-The 1930 Campaign for Independent Nationality for Women Regardless of Marital Status », Tijdschrift voor Genderstudies, vol. 16, no 4,‎ 2013, p. 18–29 (DOI 10.5117/TVGEND2013.4.DUBO).
- (en) Knight Dunlap, « The Great Aryan Myth », The Scientific Monthly, vol. 59, no 4,‎ octobre 1944, p. 296–300 (JSTOR 18253, Bibcode 1944SciMo..59..296D, lire en ligne).
- Myriam Everard et Francisca de Haan, Rosa Manus (1881–1942) The International Life and Legacy of a Jewish Dutch Feminist, Leyde, Brill, 2016 (ISBN 978-90-04-33317-8).
- (en) Sidney B. Fay, « The Reichstag Fire Mystery », Current History, vol. 39, no 2,‎ 1933, p. 226–231 (DOI 10.1525/curh.1933.39.2.226, S2CID 249081566).
- (en) J. Augusteijn, C. Hijzen, M. de Vries (dir.), « Democracy’s Various Defenders: The Struggle Against Political Extremism in the Netherlands, 1917–1940 », dans Historical Perspectives on Democracies and their Adversaries. Palgrave Studies in Political History, Cham (Suisse), Palgrave Macmillan, 2019, 69–98 p. (ISBN 978-3-030-20122-7, DOI 10.1007/978-3-030-20123-4_4, S2CID 201367866).
- (en) Arthur S. Hartkamp, « Civil Code Revision in the Netherlands: A Survey of Its System and Contents, and Its Influence on Dutch Legal Practice », =Louisiana Review, vol. 35, no 5,‎ 1975, p. 1059–1090 (lire en ligne).
- (en) Sigrid Hemels, « The Position of Married Women in Dutch Income Tax Law Since 1893 », SSRN,‎ 2018 (DOI 10.2139/ssrn.3219003, lire en ligne).
- (nl) Wetboek Napoleon, ingerigt voor het koningrijk Holland, La Haye, Koninklijke Staatsdrukkerij, 1809 (lire en ligne).
- (nl) Meine Henk Klijnsma, Om de Democratie: de Geschiedenis van de Vrijzinnig-Democratische Bond, 1901–1946, Amsterdam, Bert Bakker, 2007 (ISBN 978-9035132399).
- (en) Arthur Jay Klinghoffer, Judith Apter Klinghoffer (dir.), « Rallying to the Defense », dans International Citizens' Tribunals: Mobilizing Public Opinion to Advance Human Rights, New York, Palgrave, 2002, 19–30 p. (ISBN 978-1-349-38760-1).
- (en) Mariken Lenaerts, National Socialist Family Law: The Influence of National Socialism on Marriage and Divorce Law in Germany and the Netherlands, Leyde, Brill Nijhoff, 2014 (ISBN 978-9004279308).
- (nl) Daan D.R. Meijer, « Hoofdlijnen voor een Moderne Huwelijkswetgeving – 1920 Bertha (Betsy) Bakker-Nort (1874–1946) et al. », Pro Memorie, vol. 21, no 2,‎ 2019, p. 165–168 (DOI 10.5117/PM2019.2.036.MEIJ).
- (nl) P. J. Oud, « Mr Betsy Bakker-Nort », Vrouwenbelangen, vol. 11, no 2,‎ 1946, p. 6.
- (nl) Pieter Jacobus Oud, Het Jongste Verleden, Parlementaire Geschiedenis van Nederland, 1918–1940: Deel 2, Assen, Van Gorcum, 1968.
- (en) Harriet Feinberg (dir.), Aletta Jacobs Memories: My Life as an International Leader in Health, Suffrage, and Peace, New York, The Feminist Press, 1996 (ISBN 978-1-55861-137-5), « Aletta Jacobs in Historical Perspective ».
- (nl) Willemijn H. Posthumus-van der Goot et Anna M. Waal, Van Moeder Op Dochter, Utrecht, Bruna, 1968, 3e éd. (OCLC 258044133).
- (nl) Jacques Presser, Ondergang. De vervolging en verdelging van het Nederlandse jodendom 1940–1945, La Haye, Staatsuitgeverij, 1965 (ISBN 978-9012048934, lire en ligne).
- (en) Anson Rabinbach, « Staging Antifascism: 'The Brown Book of the Reichstag Fire and Hitler Terror.' », New German Critique, vol. 103, no 103,‎ 2008, p. 97–126 (DOI 10.1215/0094033X-2007-021, JSTOR 27669222, lire en ligne).
- (nl) T. H. Sikkema, « De Gehuwde Vrouw in het Burgerlijk Recht », dans V. C. G.de Breedveld (dir.), Signora Senatrice – Over Recht, Onderwijs en Politiek, La Haye, Boom Juridische Uitgevers, 2011, 117–125 p. (ISBN 978-9089745828, hdl 1887/58001, lire en ligne).
- (en) Tim Stretton et Krista J. Kesselring, Married Women and the Law: Coverture in England and the Common Law World, Montréal, McGill-Queen's University Press, 2013 (ISBN 978-0-7735-4297-6, OCLC 860349875), p. 3–23.
- (nl) Vilan van de Loo, De vrouw beslist – de tweede feministische golf in Nederland, Wormer, Inmerc, 2005 (ISBN 978-9066115446).
- (nl) Meindert van der Kaaij, Een Eenzaam Staatsman: Dirk de Geer (1870–1960), Hilversum, Verloren, 2012 (ISBN 978-9087042936).
- (nl) Ria van den Brandt, Klaas A. D. Smelik (dir.), « Het Vertrek », dans Etty Hillesum in discours, Gand, Academia Press, 2011 (ISBN 978-9038218892).
- (nl) Anne van Schaik, Honderd Jaar Vrouwen in Overheidsdienst, Apeldoorn, Het Spinhuis, 1998 (ISBN 978-9055891153).
- (nl) Emese von Bóné, « De Receptiegeschiedenis van de Patria Potestas en de Maritale Macht in het Nederlands Burgerlijk Wetboek van 1838 », Fundamina: A Journal of Legal History, vol. 16, no 1,‎ 2010, p. 539–550.